# 调度集中系统
调度集中系统（英語：Centralized traffic control，縮寫CTC），臺灣鐵路股份有限公司稱中央行車控制系統，是运用远动技术，结合铁路运输而构成的遥控系统。

## 用途
对列车运行进行集中控制。

## 设备概况
调度是集中式的遠端控制系統，其控制中心在调度所，被控对象是铁路沿线各车站。
- 调度所设备
  - 调度集中总机：联系中央计算机和调度集中分机。
  - 中央计算机：系统的中心环节，联系调度集中总机、操作员台、调度员台、显示盘和系统维护台。
  - 操作员台：供操作员发送控制命令。
  - 调度员台：供调度员指挥列车运行。
  - 大屏幕显示盘：显示相关信息，包括进路、信号机状态、车次号跟踪等。
  - 系统维护台：供系统维护用。
- 车站设备
  - 调度集中分机：联系调度集中总机和车站的被控对象。
  - 车站调度子系统：完成计划的显示、下达、修改、车次号输入等。
  - 与其他系统的接口：实现车站子系统与其他信号基础设备（如计算机联锁系统、微机监测系统、ATP）的联系。

## 主要功能
- 调度监督功能
  - 站场表示：信号、进路、区间状态，车次号显示、调度集中分机故障表示、电气集中挤岔、信号机灯丝断丝、报警信息等。
  - 车次号跟踪：自动跟踪列车车次号。
  - 车次号管理：调度员使用键盘或鼠标编辑车次号。
  - 列车记点：列车经过车站，自动记录列车到达、出发或通过时刻。
  - 实际运行图显示
  - 实际运行图输出
  - 运行报告输出
- 调度集中功能：进路试排、进路控制、进路调度控制、进路车站控制、局部进路车站控制